# 帕伊夫卡
49°19′14″N 26°6′51″E / 49.32056°N 26.11417°E
帕伊夫卡（烏克蘭語：Паївка），是烏克蘭的村落，位於該國西部捷爾諾波爾州，由喬爾特基夫區負責管轄，距離澤列涅0.5公里，始建於1460年，面積0.95平方公里，2001年人口497。